# Trio pour piano no 31 de Joseph Haydn
Le Trio pour piano no 31 Hob.XV.32 en sol majeur est un trio pour piano, violon et violoncelle composé par Joseph Haydn en 1794. Il est publié chez Artaria en tant que sonate pour violon et piano à laquelle Haydn ajoute plus tard la partie de violoncelle à Londres.

## Structure
1. Andante à
2. Allegro à

## Source
- François-René Tranchefort, Guide de la musique de chambre, éd. Fayard 1989 p.432  (ISBN 2-213-02403-0)